# Čedar sir
-{
}-

Čedar sir je relativno tvrd, beličast (ili narandžast ako se dodaju boje poput anata) prirodni sir, ponekad oštrog ukusa. On je poreklom iz engleskog sela Čedar u Somersetu. Sirevi ovog stila sada se proizvode širom sveta.
Čedar je najpopularnija vrsta sira u Velikoj Britaniji, na koji otpada 51% ukupnog tržišta sira u zemlji od 1,9 milijardi funti godišnje. To je drugi najpopularniji sir u SAD-u iza mocarele, sa prosečnom godišnjom potrošnjom od 10 lb (4,5 kg) po stanovniku. SAD su proizvele približno 3.000.000.000 funti (1.300.000 dugih tona; 1.400.000 tona) čedar sira u 2014. godini, a Velika Britanija je proizvela 258.000 dugih tona (262.000 tona) 2008.
Termin čedar sir je u širokoj upotrebi, ali nema zaštićenu oznaku porekla u okviru Evropske unije. Međutim, 2007. godine stvorena je zaštićena oznaka porekla, „Vest kantri farmerski čedar“, što znači da samo čedar proizveden od lokalnog mleka u Somersetu, Dorsetu, Devonu i Kornvalu i upotrebom tradicionalnih metodama može da koristi taj naziv. Stil i kvalitet sireva koji su označeni kao čedar mogu se u velikoj meri razlikovati, s tim što se neki prerađeni sirevi pakuju kao „čedar“, mada imaju malo sličnosti. Dalje, određeni sirevi koji su po ukusu i izgledu sličniji crvenom lesteru, ponekad se popularno prodaju kao „crveni čedar“.

## Istorija
Sir potiče iz sela Čedar u Somersetu, na jugozapadu Engleske. Klisura Čedar na kraju sela sadrži brojne pećine koje su pružale idealnu vlažnost i stabilnu temperaturu za sazrevanje sira. Čedar sir se tradicionalno morao proizvoditi u krugu od 30 mi (48 km) od katedrale u Velsu.
Čedar se proizvodi najmanje od 12. veka. Na jednom svitku kralja Henrija II iz 1170. godine je zabeležena kupovina 10.240 lb (4.640 kg) od fartinga po funti (ukupno £10.13s.4d). Čarls I (1600–1649) takođe je kupovao sir iz ovog sela. Pretpostavlja se da su Rimljani doneli recept u Britaniju iz francuske regije Kantal.
Centralno mesto u modernizaciji i standardizaciji čedar sira imao je somersetski mlekar iz 19. veka Džozef Harding. Zbog njegovih tehničkih inovacija, promocije mlečne higijene i volonterskog širenja modernih tehnika proizvodnje sira, proglašen je „ocem čedar sira“. Harding je uveo novu opremu u proces proizvodnje sira, uključujući svoj „obrtni prekidač“ za rezanje vurde, štedeći mnogo ručnog napora. „Metod Džozefa Hardinga“ bio je prvi moderni sistem za proizvodnju čedra zasnovan na naučnim principima. Harding je izjavio da se čedar sir „ne pravi u polju, ni u pojati, pa čak ni u kravi, nego u mlekari“. Zajedno, Džozef Harding i njegova supruga stajali su iza uvođenja sira u Škotsku i Severnu Ameriku, dok su njegovi sinovi Henri i Vilijam Harding bili odgovorni za uvođenje proizvodnje čedar sira u Australiju i olakšavanje uspostavljanja industrije sira na Novom Zelandu.
Tokom Drugog svetskog rata i skoro deceniju nakon njega, većina mleka u Britaniji je korišćena za proizvodnju jedne vrste sira koji se nazivao „Vladin čedar“ kao deo ratne ekonomije i racionalizacije. To skoro da je dovelo do uništenja sve druge produkcije sira u zemlji. Pre Prvog svetskog rata više od 3.500 proizvođača sira je postojalo u Britaniji; dok je nakon Drugog svetskog rata ostalo je manje od 100.
Prema jednom istraživaču Ministarstva poljoprivrede Sjedinjenih Američkih Država, čedar sir je najpopularnija sorta sira na svetu, a isto tako je najviše proučavana vrsta sira u naučnim publikacijama.

## Proces
Tokom proizvodnje čedar sira, vurda i surutka se odvajaju pomoću sirišta, enzimskog kompleksa koji se normalno proizvodi iz želuca novorođene teladi (u vegetarijanskim ili košer sirevima koriste se himozin dobijen iz bakterija, kvasca ili plesni).
„Čedrenje“ se odnosi na dodatni korak u proizvodnji čedar sira gde se nakon zagrevanja burda mesi sa solju, seče na kockice da se iscedi surutka, a zatim slaže i okreće. Snažni, zreli čedar, koji se ponekad naziva i vintidž, mora da sazreva 15 meseci ili više. Sir se održava na konstantnoj temperaturi, što često zahteva posebne uređaje. Kao i kod ostalih vrsta tvrdih sireva proizvedenih širom sveta, pećine pružaju idealno okruženje za sazrevanje sira; još uvek se, i u današnje vreme, pećine u Vukeju i Čedarskoj klisuri koriste za sazrevanje čedar sira. Pored toga, neke verzije čedar sira se izlažu dimu u pušnicama.

## Literatura
- „Andrew Jackson”. The Presidents of the United States of America. The White House. Архивирано из оригинала 14. 5. 2011. г. Приступљено 24. 10. 2008.
- „McIntyre, James”. University of Toronto Libraries. Приступљено 15. 1. 2013.
- „Lanark County Genealogical Society -- The Mammoth Cheese”. lcgsresourcelibrary.com. Архивирано из оригинала 27. 10. 2020. г. Приступљено 2020-10-24.
- McNichol, Susan. „The Story of the Mammoth Cheese”. Archives of the Perth Museum. Архивирано из оригинала 20. 10. 2020. г. Приступљено 15. 1. 2013.
- „Mullins Wisconsin Cheese”. Mullins Cheese. Архивирано из оригинала 06. 12. 2020. г. Приступљено 15. 1. 2013.
- „Cheddar Cheese and Cider Farms”. Gorges to visit. Архивирано из оригинала 16. 2. 2013. г. Приступљено 15. 1. 2013.
- Karametsi, K. (13. 8. 2014). „Identification of bitter peptides in aged cheddar cheese.”. Journal of Agricultural and Food Chemistry. 62 (32): 8034—41. PMID 25075877. doi:10.1021/jf5020654.
- Phadungath, Chanokphat (2011). The Efficacy of Sodium Gluconate as a Calcium Lactate Crystal Inhibitor in Cheddar Cheese (Теза). University of Minnesota. Приступљено 12. 10. 2013.
- Feldman, David (1989). When Do Fish Sleep? And Other Imponderables of Everyday Life. Harper & Row, Publishers, Inc. стр. 15. ISBN 978-0-06-016161-3.
- Blulab sas. „La Fondazione – slow food per la biodiversità – ONLUS”. Slowfoodfoundation.org. Архивирано из оригинала 15. 5. 2006. г. Приступљено 23. 6. 2009.
- „Presidia Artisan Somerset Cheddar”. The Slow Food Foundation. Архивирано из оригинала 25. 8. 2007. г. Приступљено 9. 5. 2007.
- „Cheddar Gorge Cheese Company”. Архивирано из оригинала 29. 11. 2016. г. Приступљено 20. 11. 2020.
- „EU Protected Food Names Scheme – UK registered names”. Department for Environment, Food and Rural Affairs. Архивирано из оригинала 31. 7. 2009. г. Приступљено 22. 7. 2009.
- „entering a name in the register of protected designations of origin and protected geographical indications (Orkney Scottish Island Cheddar (PGI))”. Official Journal of the European Union. Приступљено 19. 3. 2014.
- „Discover the Best Scottish Cheeses”. The Plate Unknown (на језику: енглески). 2020-10-03. Приступљено 2020-10-03.
- „Natural”. Архивирано из оригинала 06. 05. 2017. г. Приступљено 20. 11. 2020.
- „Manufacturing Taste”. thewalrus.ca.
- „Dairy Products”. cdc-ccl.gc.ca. Архивирано из оригинала 06. 02. 2020. г. Приступљено 20. 11. 2020.
- „Types of Cheddar cheese, Canadian Living”. CanadianLiving.com. Архивирано из оригинала 1. 5. 2016. г.
- „Recipe for Canadian Cheddar cheese soup at Epcot”.
- Branch, Legislative Services (2019-06-03). „Consolidated federal laws of canada, Food and Drug Regulations”. laws.justice.gc.ca. Приступљено 2019-07-15.

## Spoljašnje veze
- Aubrey, Allison (7. 11. 2013). „How 17th Century Fraud Gave Rise To Bright Orange Cheese”. The Salt. NPR.
- "Australian Dairy Industry" Архивирано 2 новембар 2014 на сајту . dairyaustralia.com.